# Gian Corrado Gross
Gian Corrado Gross, detto Gianni (Berlino, 11 febbraio 1942 – Portogruaro, 30 giugno 2016), è stato un nuotatore, dirigente sportivo e allenatore di nuoto italiano.

## Biografia
Prese parte alla quinta edizione dei Giochi del Mediterraneo nel 1967, vincendo due medaglie d'oro. Nell'occasione stabilì anche il nuovo primato italiano dei 100 metri rana, fissandolo in 1'10"2 e disse:
Con la nazionale italiana inoltre partecipò alle Olimpiadi di Tokyo nel 1964 e ai Campionati europei di Utrecht del 1966.
Dopo il ritiro dall'attività agonistica divenne allenatore, scoprendo atleti di caratura internazionale, tra cui Novella Calligaris, Cinzia Rampazzo, Piergiorgio De Felice, Alice Carpanese, Renata Spagnolo e Luca Dotto.
Fondò la società di nuoto Plain Team Veneto.

## Record nazionali
- 100 m rana:  1'10"2 ( Tunisi, 10 settembre 1967 - V Giochi del Mediterraneo)

## Palmarès
- Giochi del Mediterraneo

Tunisi 1967: oro nei 100 m rana; oro nella 4x100 m misti;